# 薩佩約 (新墨西哥州)
薩佩約（英語：Sapello）是位於美國新墨西哥州聖米格爾縣的非建制地區。

## 歷史
薩佩約的郵局自1874年營運至今。

## 地理
薩佩約所處的海拔為高於海平面2124米（即6969英呎），而該地所採用的時區為UTC-7，即北美山地时区（MST）。同時該地設有夏令時間，為UTC-7調快一小時，即UTC-6（MDT）。